# 講美龍德宮
講美龍德宮，或作港尾龍德宮，台灣澎湖縣白沙鄉講美村公廟，全澎湖唯一主祀玉皇三公主的廟宇，法師流派為普庵派。:60–6223°37′57″N 119°35′56″E / 23.632555°N 119.598901°E

## 沿革
「講美村」在清領時期稱作「港尾社」，乃取社區聚落分布於北山嶼「鎮海港」尾端而得名；日治時期延續其名，作「港尾鄉」；第二次世界大戰後，民國44年（1955）經村民大會決議，易名「講美」，沿用迄今。
港尾村落公廟龍德宮的建立時間不詳：根據廟中敬獻匾額「僊度蓮胎」中，落款「康熙庚子楊敬脩虔立」窺知，龍德宮約莫在康熙59年（1720）便已存在。此外，「僊度蓮胎」係根據《封神榜》中，哪吒割肉削骨，以還父母恩，再化作蓮藕復活的典故，殆可推論龍德宮最初奉祀的主神並非玉皇公主，而是三太子哪吒。
「玉皇三公主」原先僅為龍德宮陪祀神明之一，今神像前端懸掛一公主梳妝所用的銅鏡，根據村民郭宗力落款的敬獻時間判斷，約莫在嘉慶25年（1820）之前，該村落便已有祭祀三公主的習俗。
關於三公主信仰緣由，依〈講美龍德宮整建碑記〉記述：相傳有清之際，有村民乘載貨船往來於港尾與唐山之間，航行過程中遭遇颱風，幸賴神明保佑，安抵唐山，船甫上岸，便見玉皇七公主廟，旋即入內膜拜並獲得開示，村民知曉航程乃蒙玉皇三公主顯靈搭救，遂恭請三公主分身至港尾以供奉香火，順利獲得神明應允。玉皇三公主安座於港尾社廟宇後，因其靈驗非常，且有求必應，香客絡繹不絕，港尾村民為叩謝神恩，便再遠赴唐山，敬邀玉皇大公主、二公主、四公主和五公主悉數分香來澎，五尊玉皇公主便自此齊奉於港尾村宮廟中。
講美龍德宮改奉玉皇公主為主神時間不詳，根據昭和12年（1937）南瀛佛教會的調查，龍德宮在當時便將玉皇公主登記為主神，故1937年即為主神確切變動的年份。

### 整建紀錄
迄今龍德宮可考有七次整建的記錄，分別是清季兩次：道光30年（1850）與光緒16年（1890）、日治時期一次：大正九年（1920）、戰後三次：民國53年（1964）與民國63年（1974）與民國77年（1988）；第七次整修工程的時間為民國94年（2005），當是時，龍德宮廟身已不堪多年寒暑易節，乃至屋頂漏水嚴重，遂訂於該年正月重啟整建，並於同年十二月落成，此次工程總共耗資新台幣1428萬元整。

## 獅怪軼聞
講美村早期是澎湖當地有名的「石匠村」之一，往昔廟宇石雕工作多由村中師傅負責。
民國53年（1964）龍德宮正進行修建之際，廟前石獅採以泥塑而非傳統石雕方式製作，當時延請的泥塑師傅技術不佳，施作獅子過程中頻頻發生失誤，導致泥塑石獅完工後，外型失真，甚為難看。嗣後，廟宇竣工，講美村村境極為不寧，意外事故接連不斷，甚至傳出村民死亡之情事，只得請示廟中神明，始知是泥塑石獅化作獅怪，現身騷擾村民而致。當時為了妥善解決此事，特地商請有交陪廟之誼的後寮威靈宮幫忙，威靈宮蔣府王爺順利收伏獅怪之後，再雕作一雙新的石獅安置廟前。
柳青薰對「獅怪作亂」的口述版本，另外補充「講美龍德宮的石獅跟著三公主久了所以成精，趁三公主不在宮內時，於晚上幻化成人形騷擾村人。」一事。

## 圖輯
講美龍德宮正廳門兩側楹聯，乃近代知名書法家于右任之墨書。

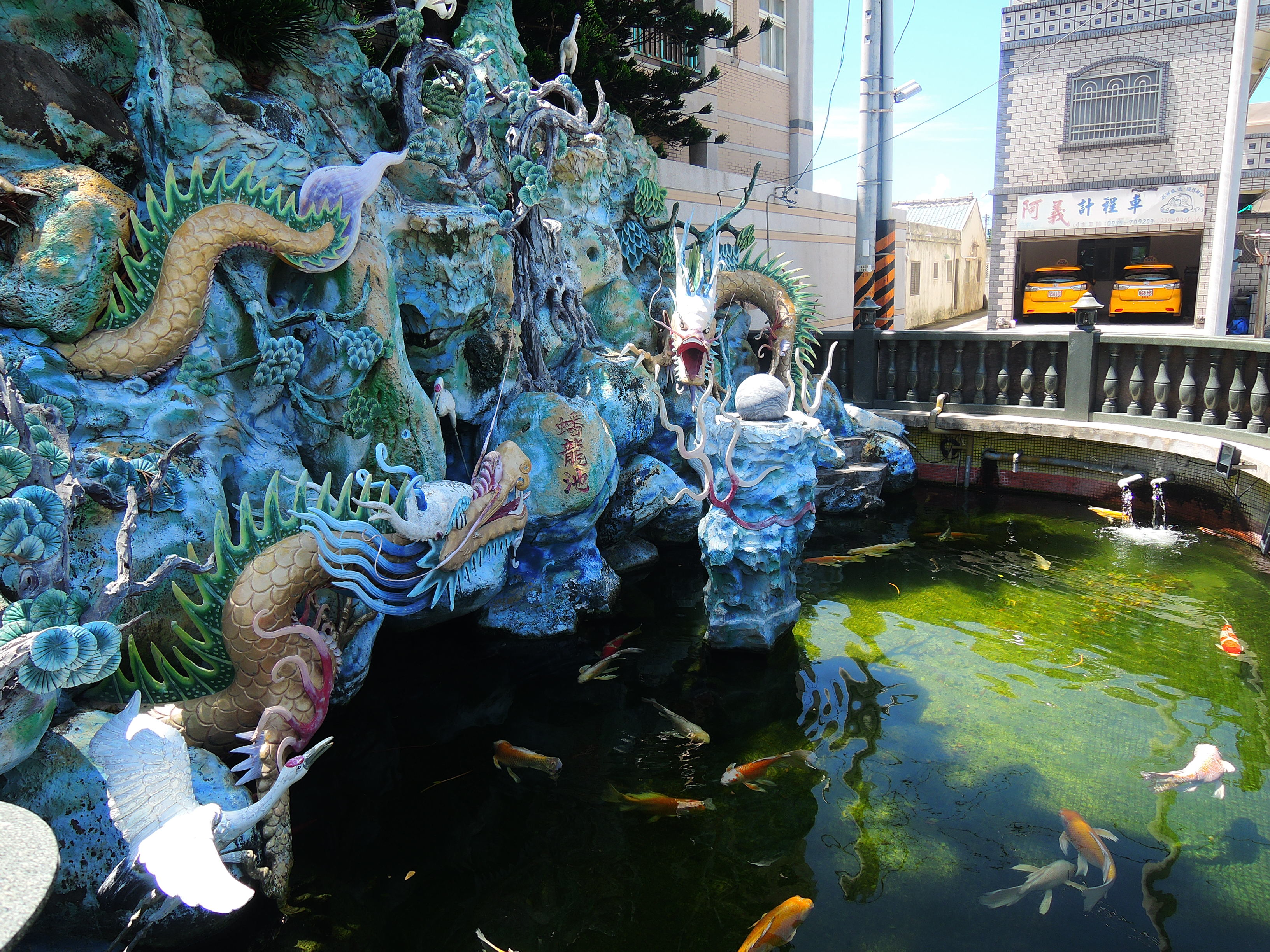
蟠龍池（半月池）、鯉魚
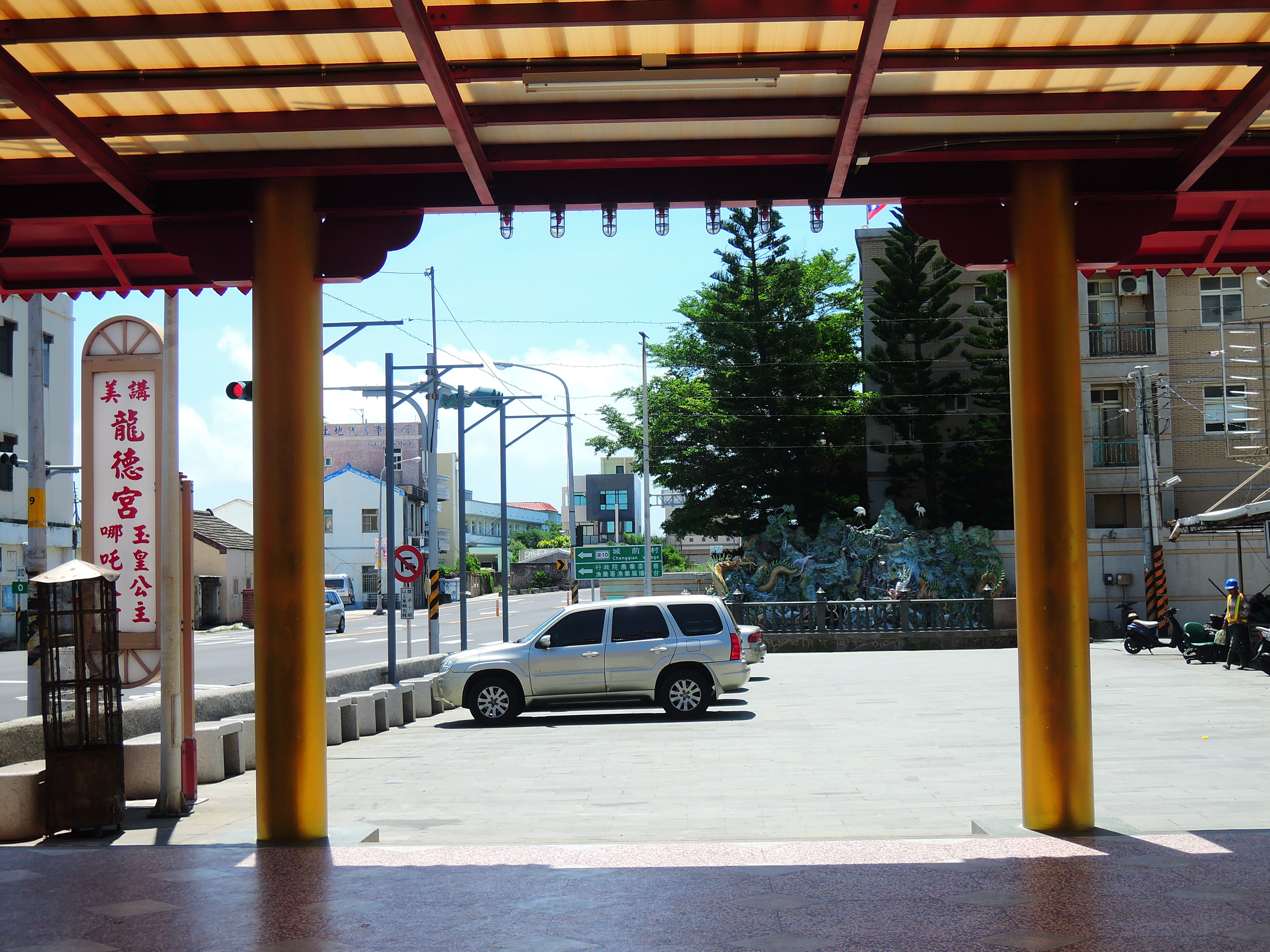
廟埕暨蟠龍池全景
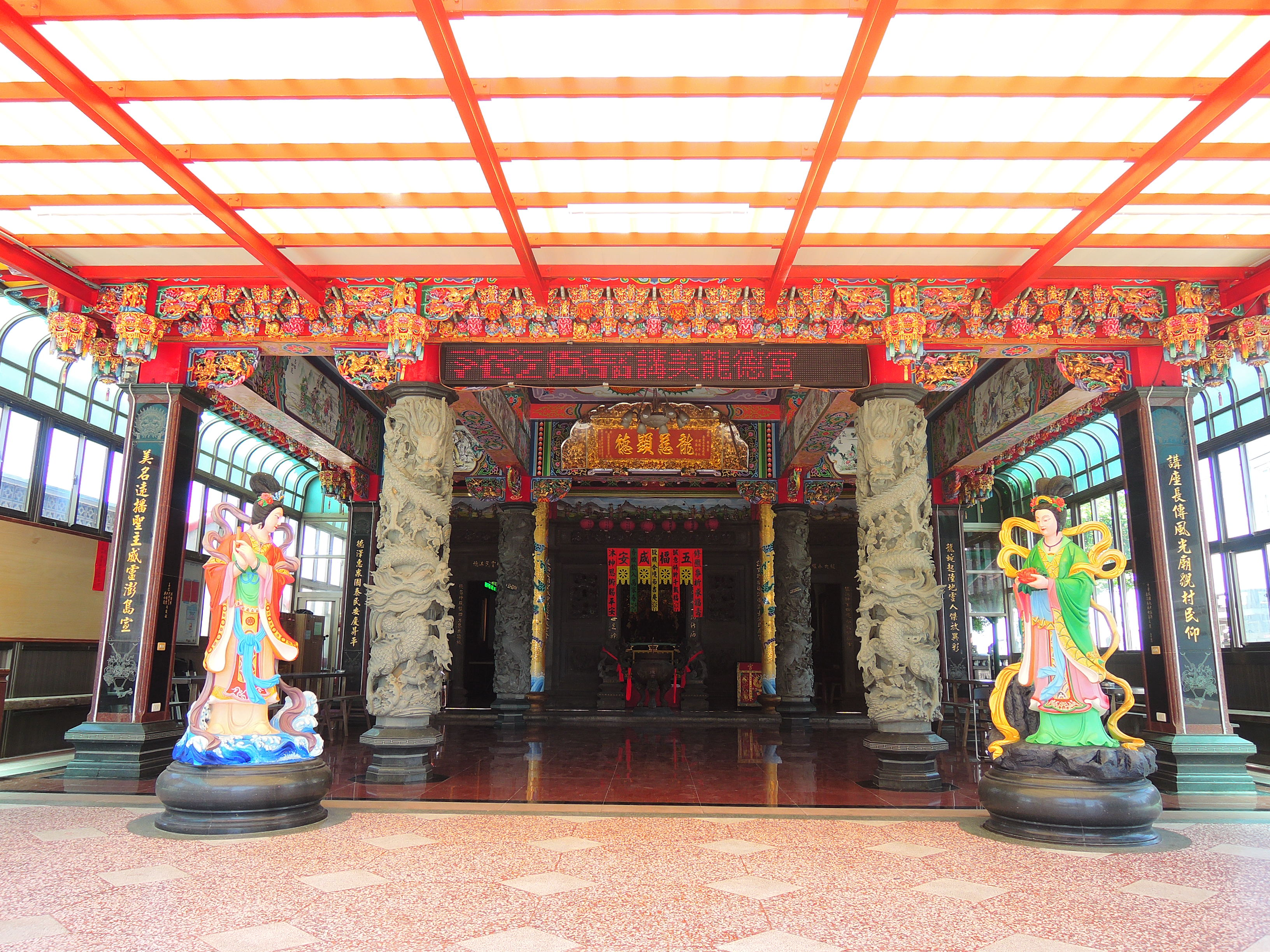
牌樓、入口
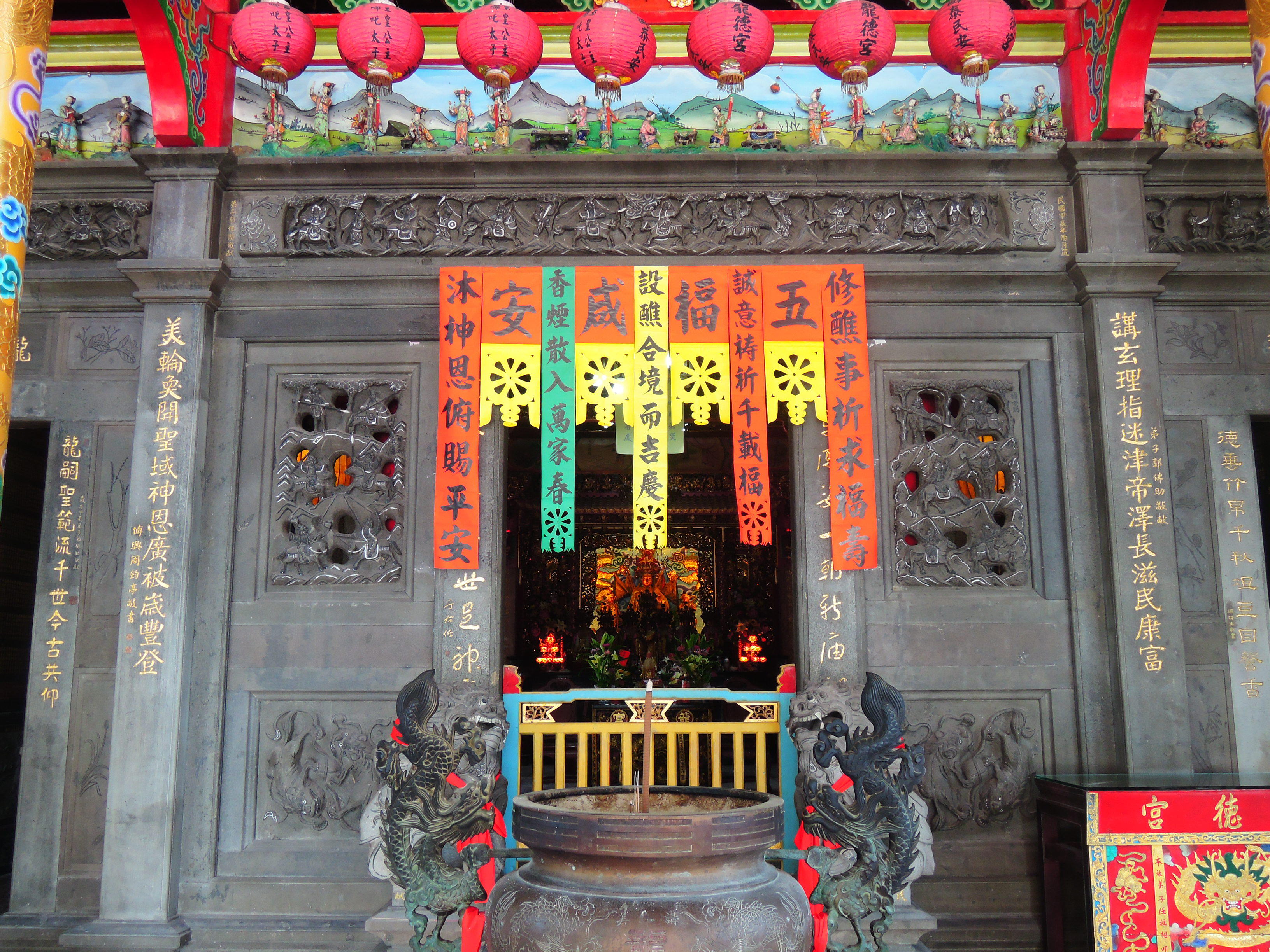
宮廟廳門楹聯（于右任書）
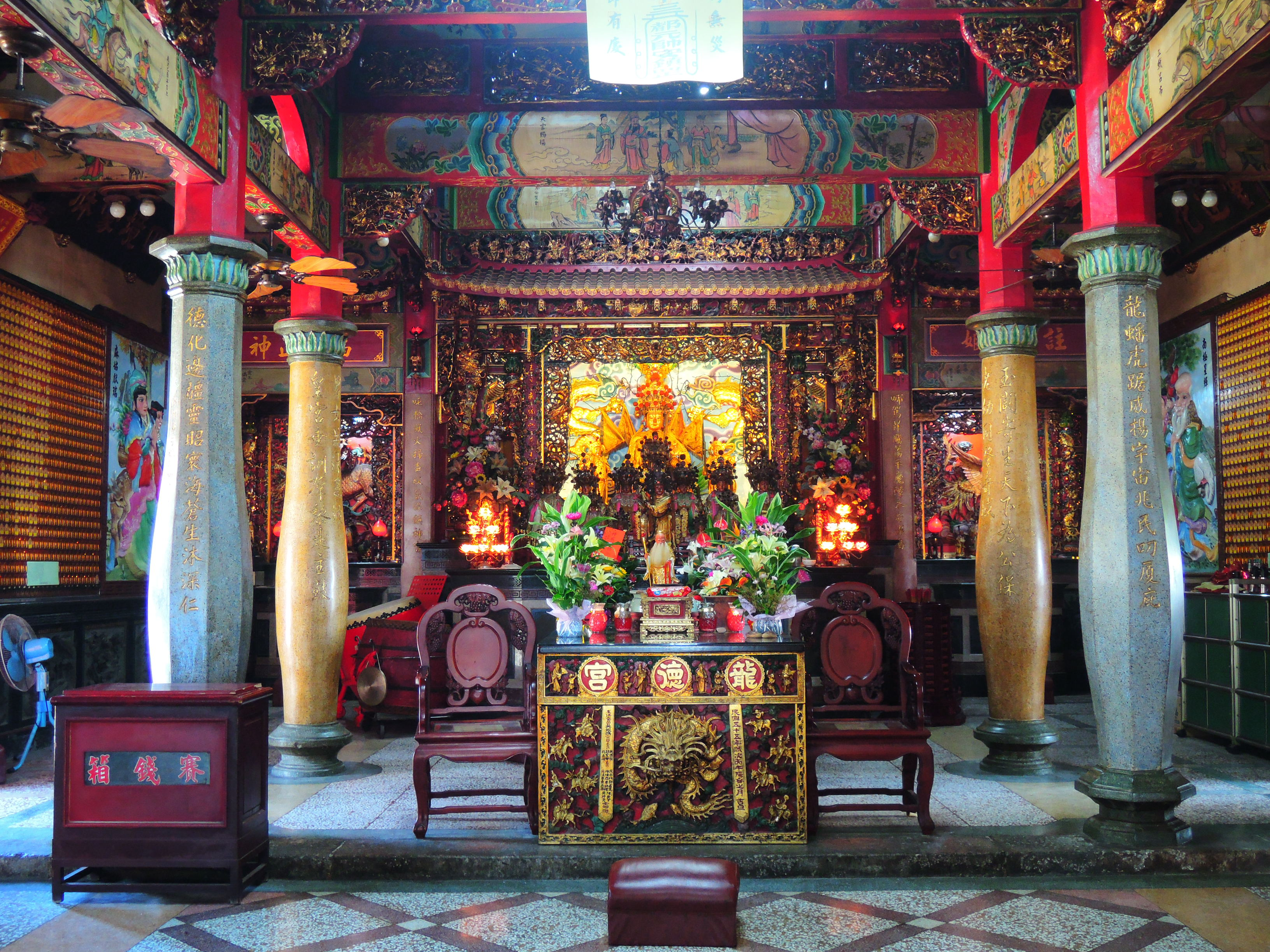
正殿、瓜柱
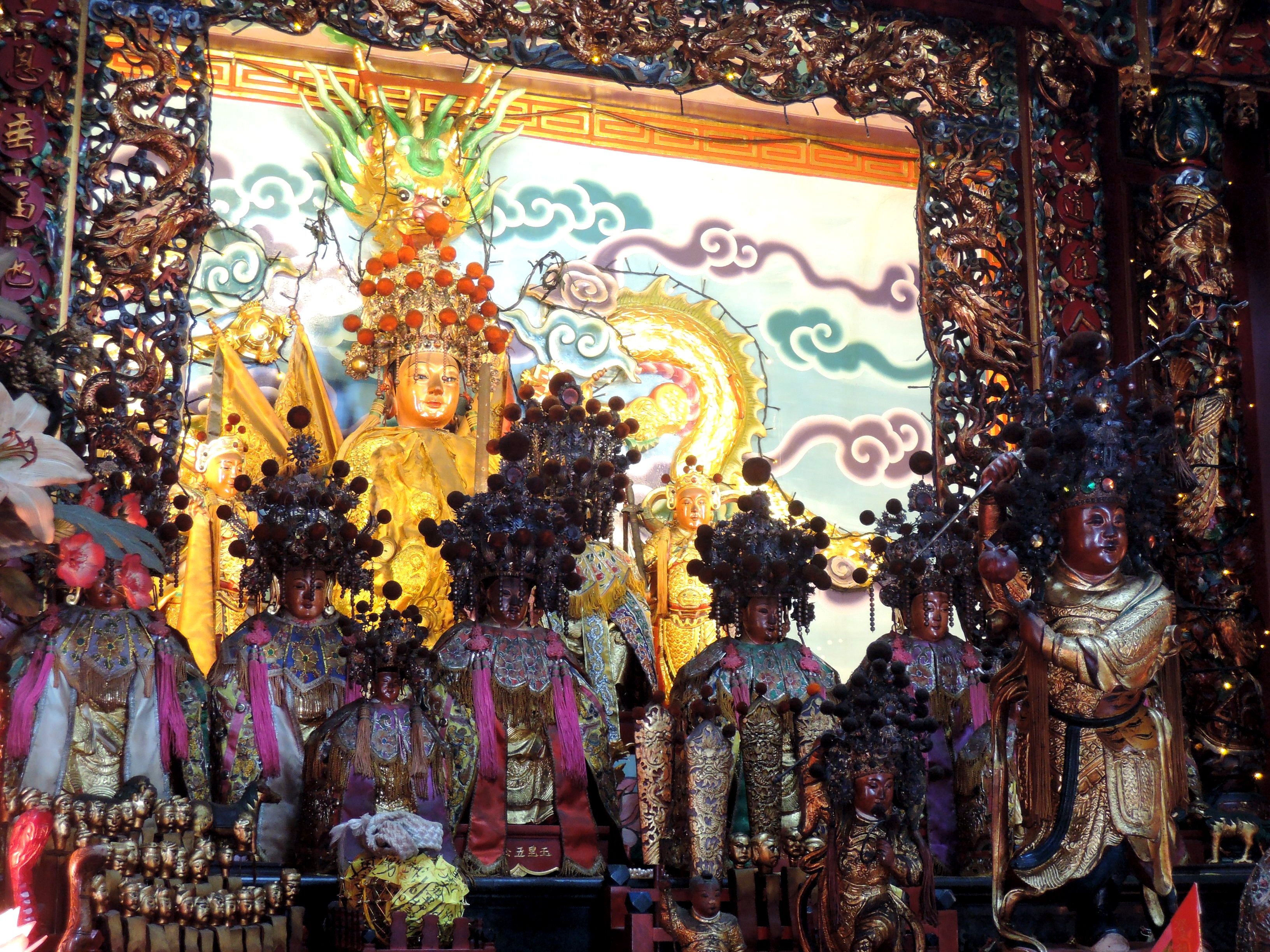
玉皇公主像
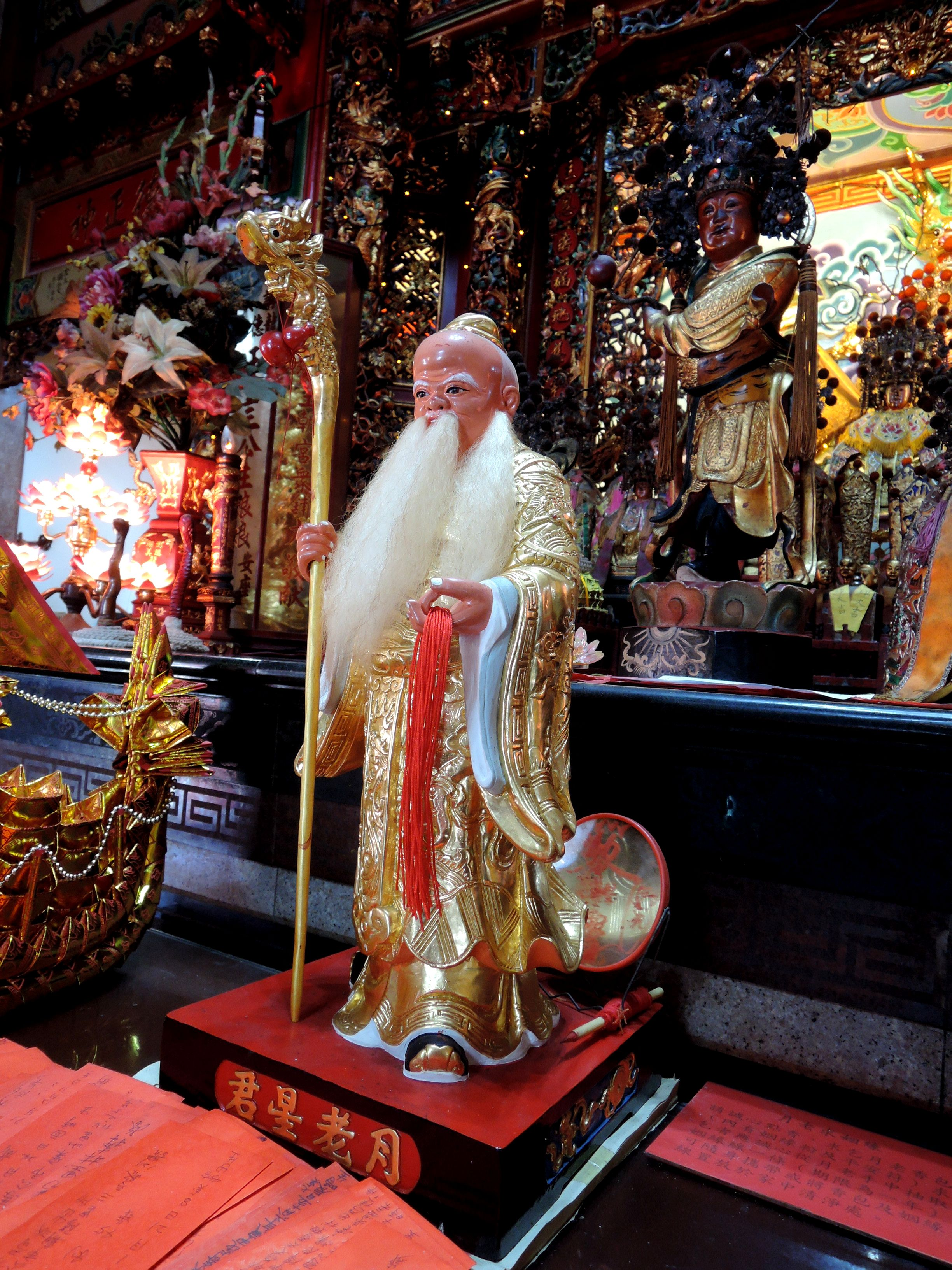
月老星君、哪吒三太子

## 相關條目

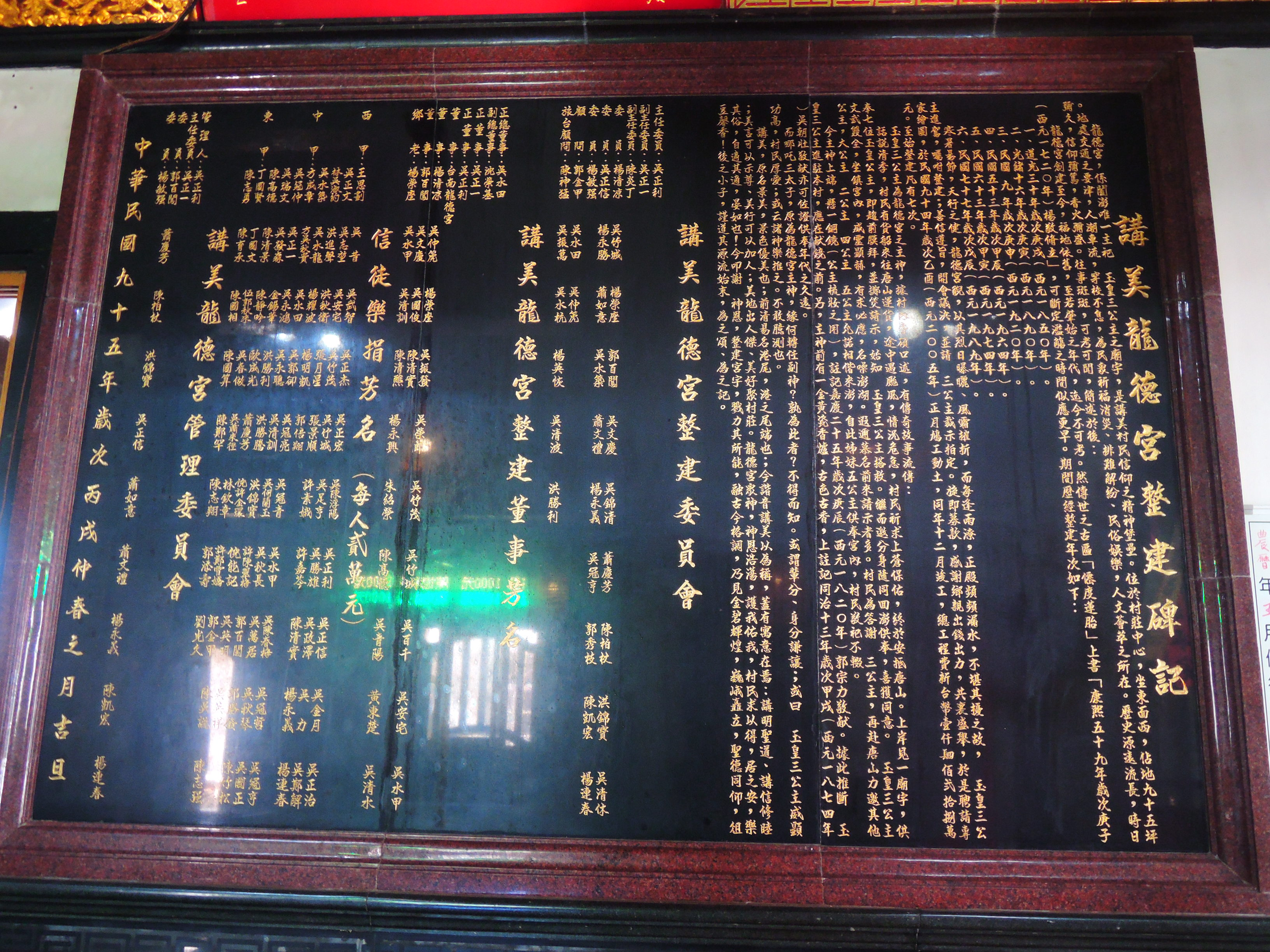
龍德宮整建碑記（2006年立）

## 文物

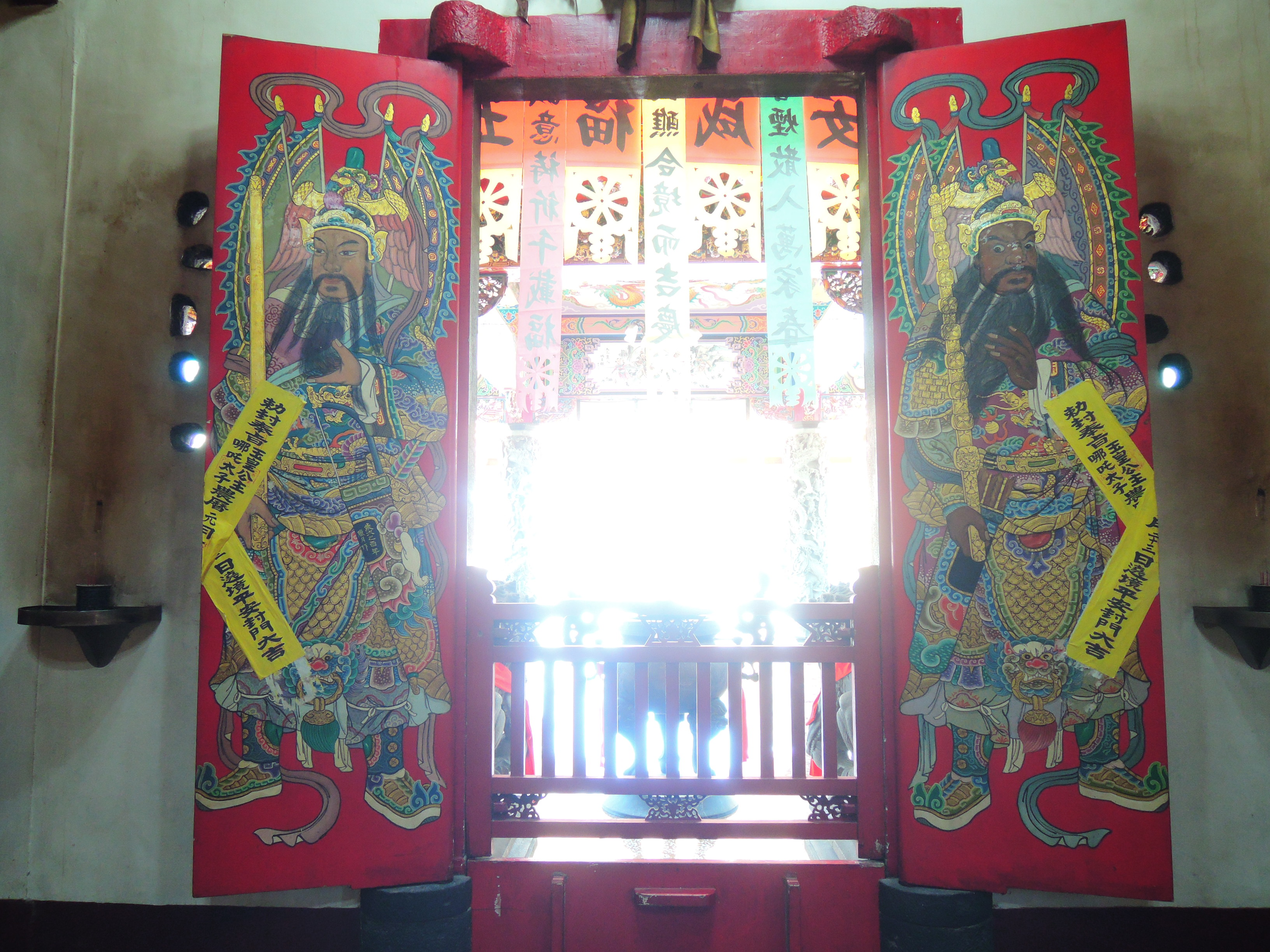
正門門神彩繪
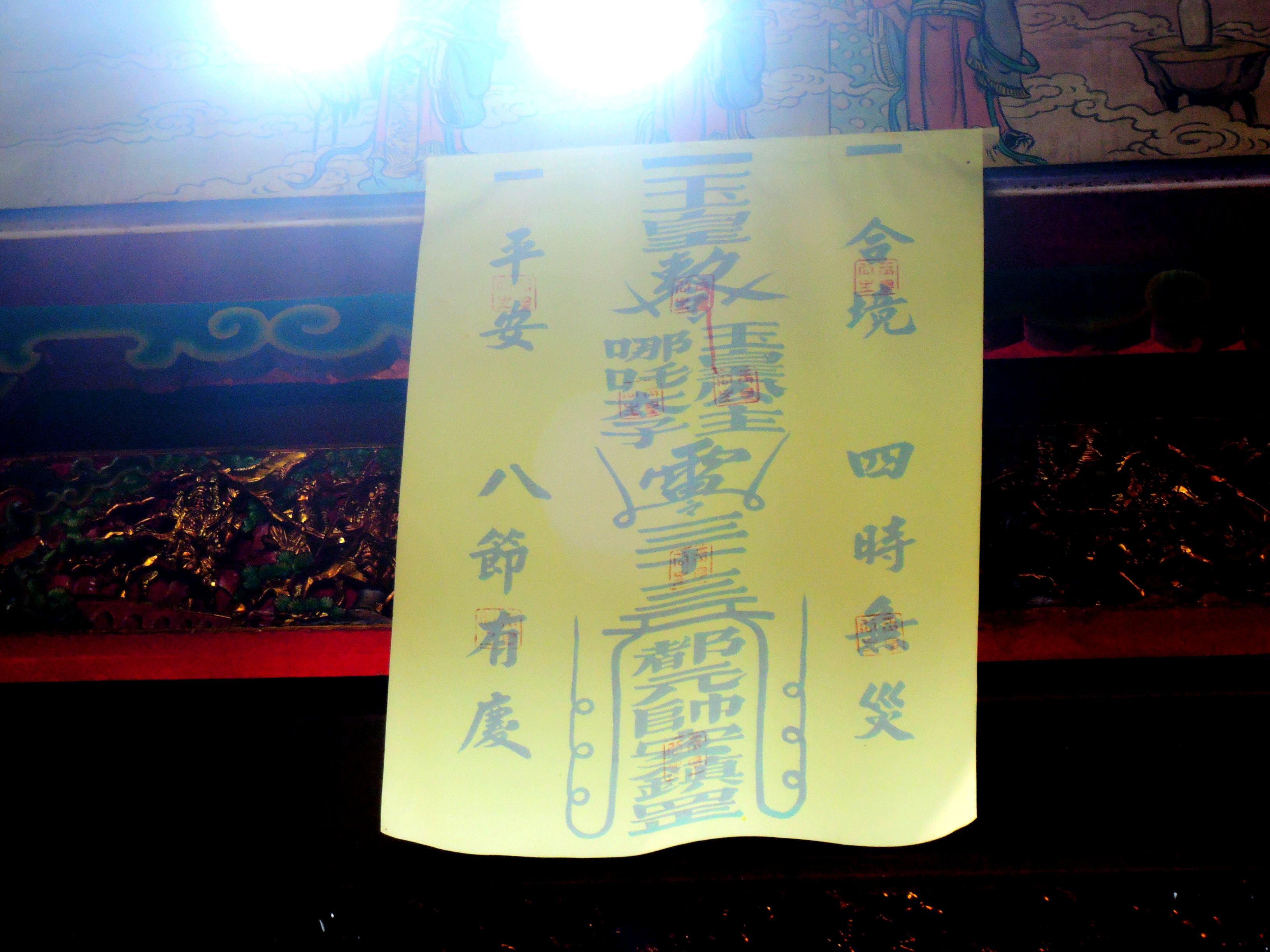
大符雷令
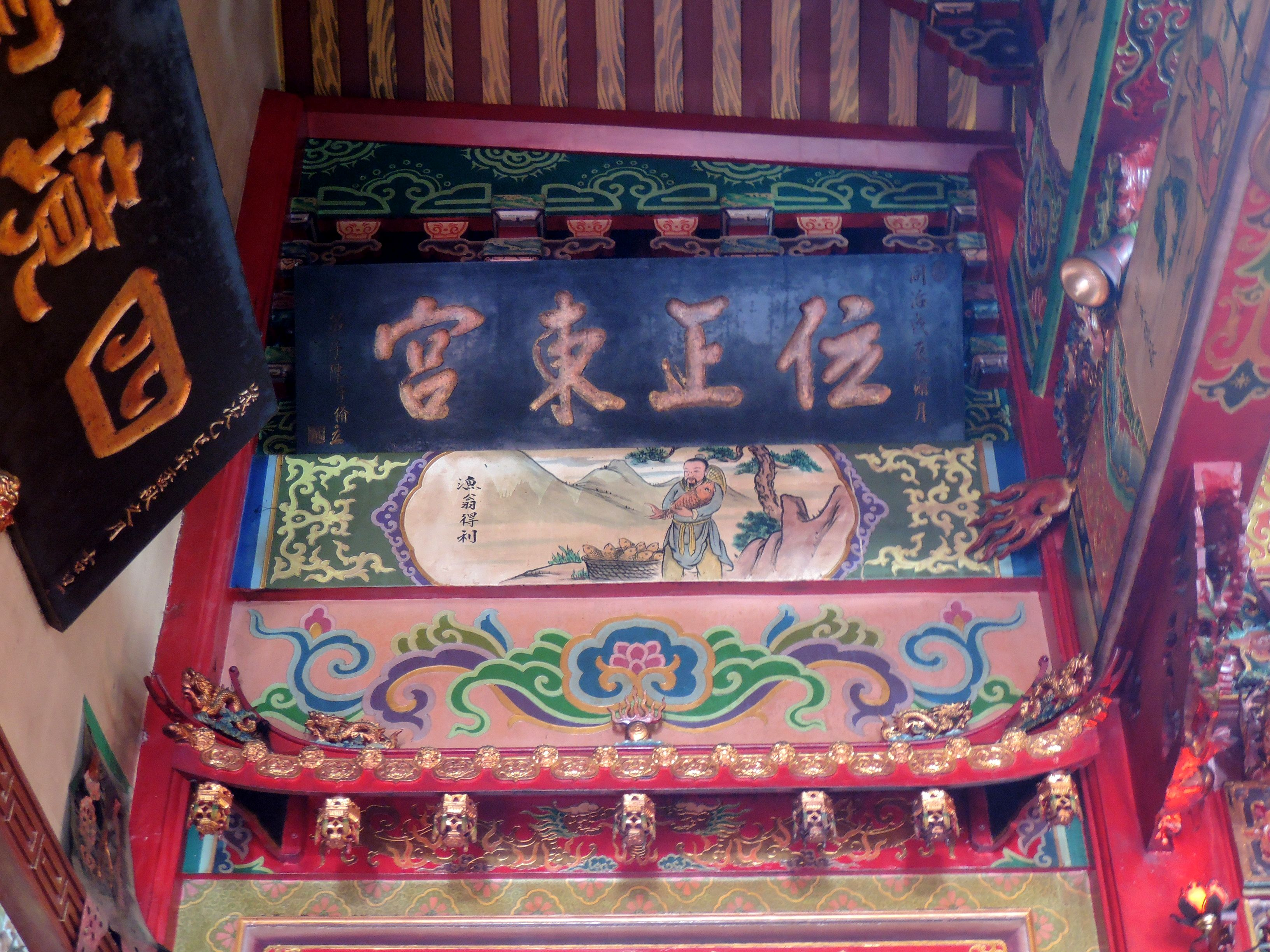
位正東宮匾
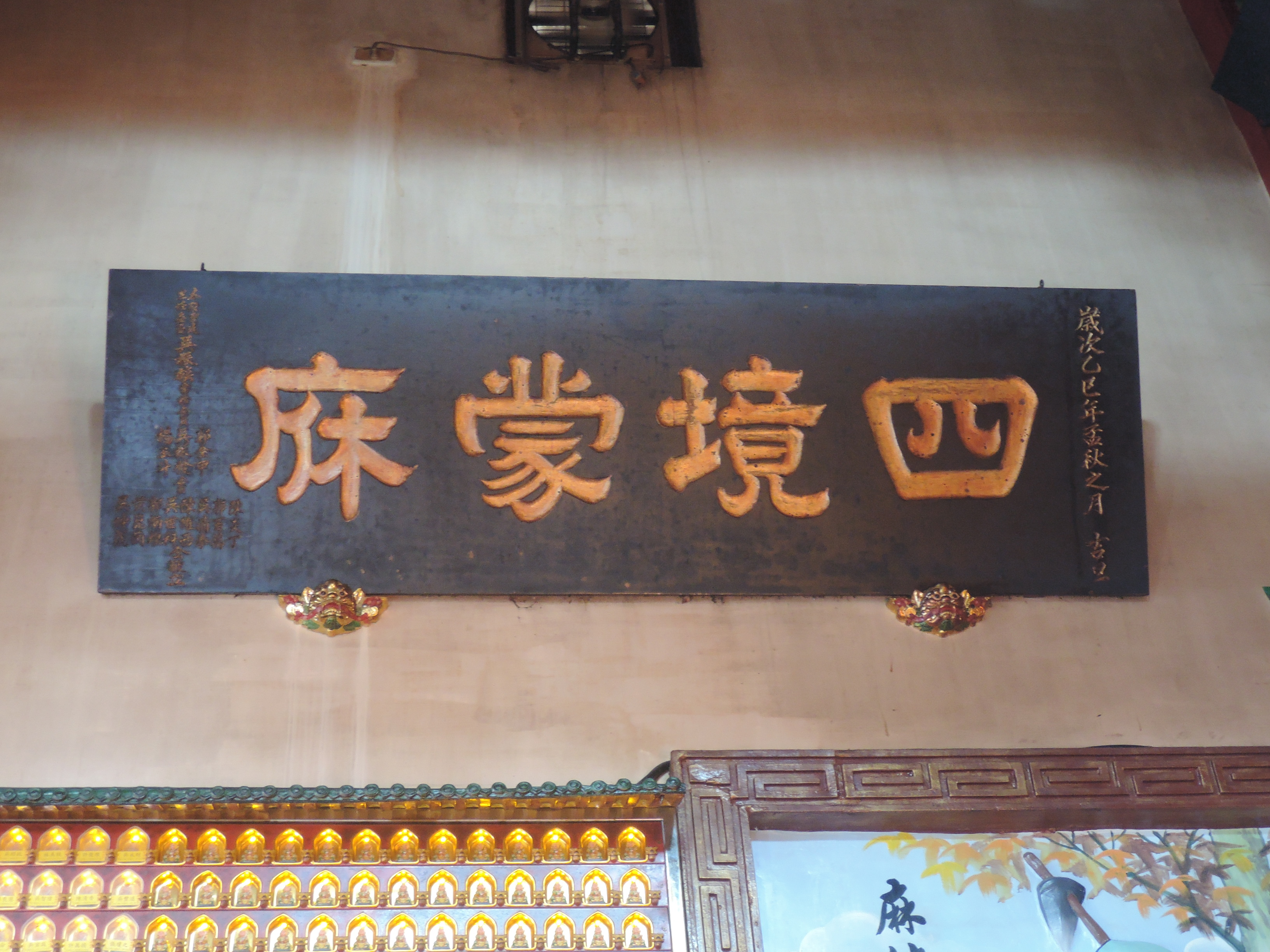
四境蒙庥匾
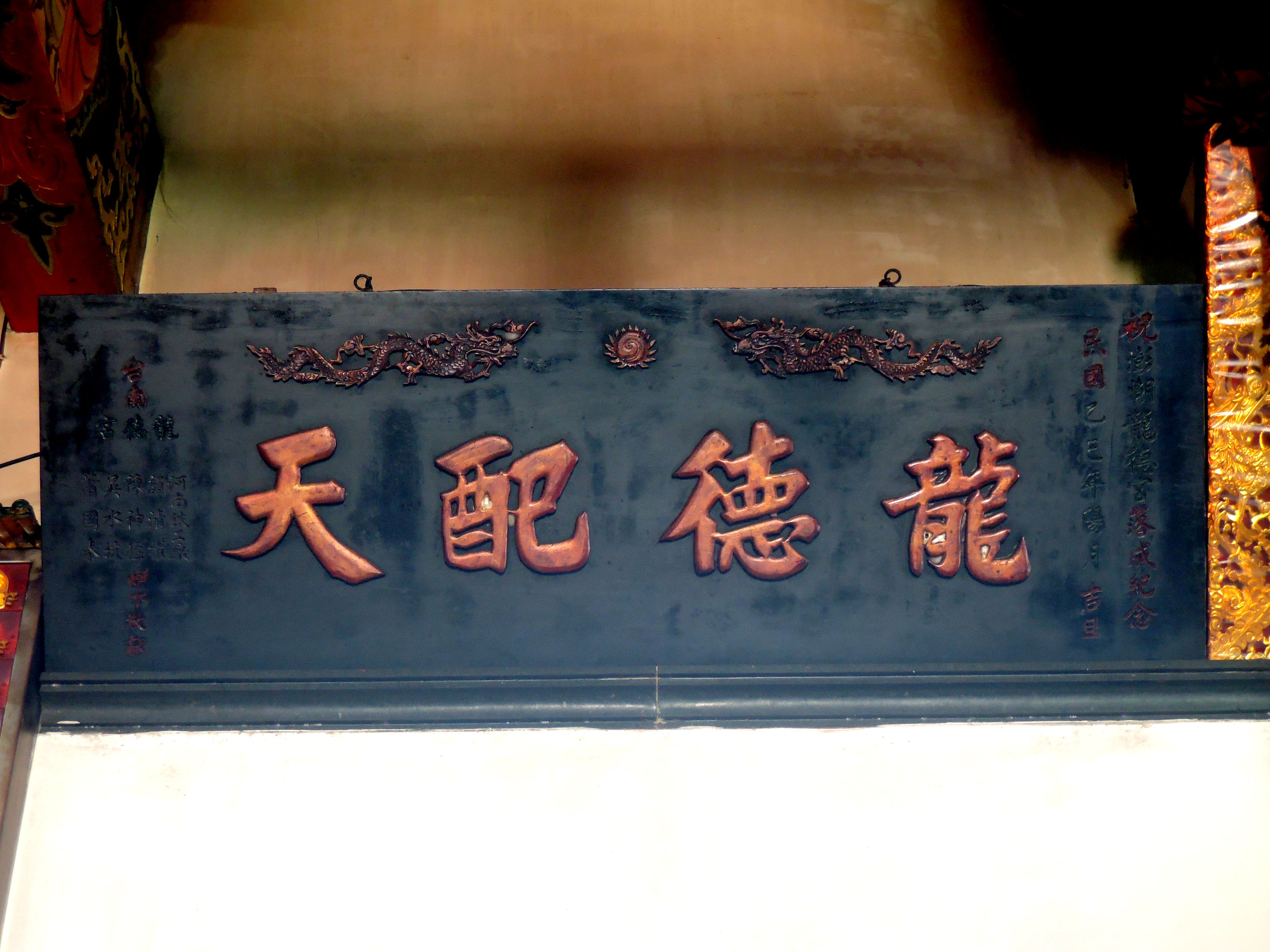
龍德配天匾
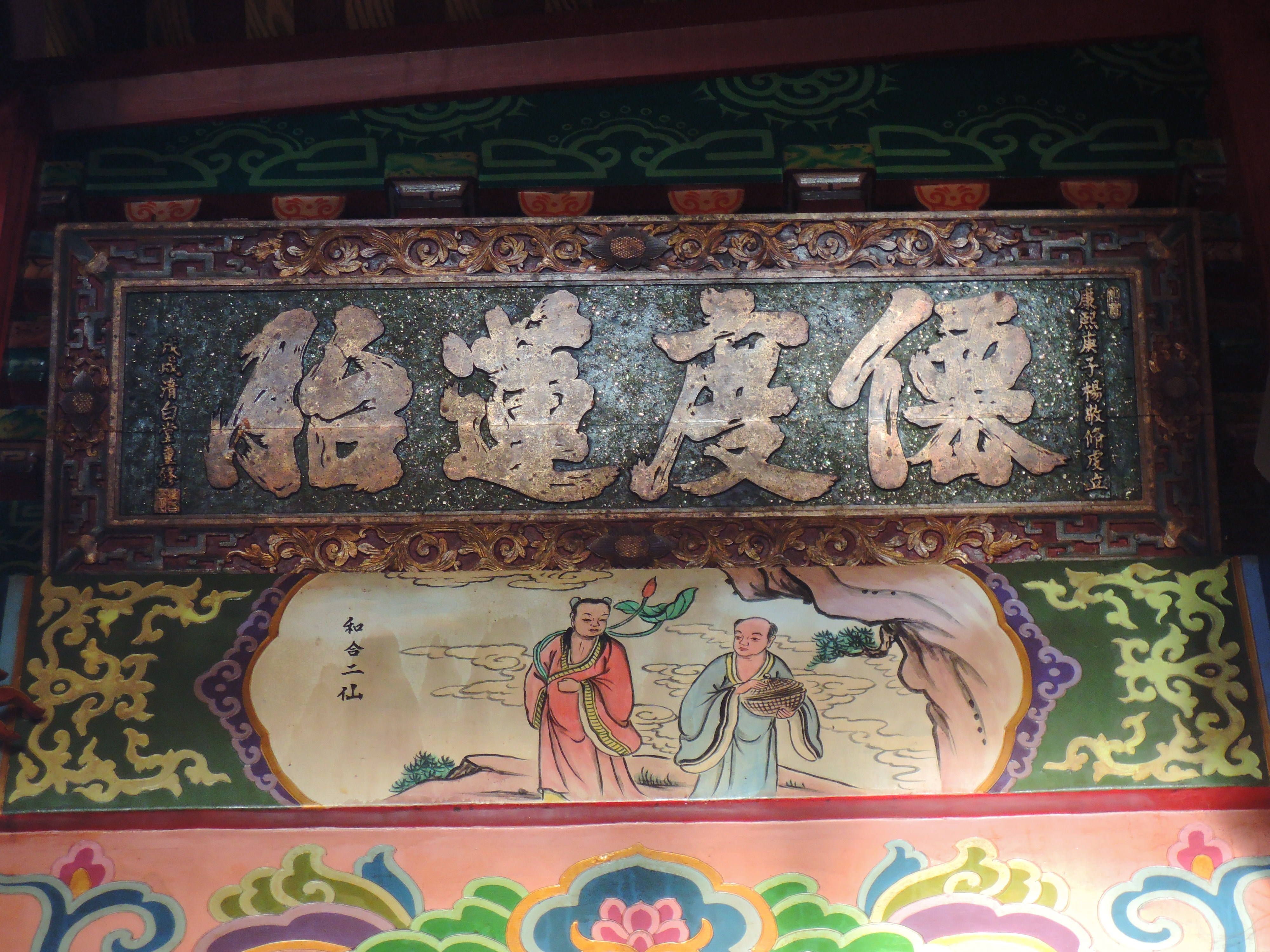
僊度蓮胎匾

## 外部連結
- 講美龍德宮的Facebook專頁